# Сын родины (фильм)
Сын родины (азерб. Vətən oğlu) — азербайджанский короткометражный военный биографический фильм 1941 года производства Бакинской киностудии.

## Сюжет
Фильм посвящён жизни героя войны, политического руководителя Кямала Гасымова на фронте. Азербайджанский боец Кямал Гасымов и несколько его сослуживцев борются с врагами, но в конце геройски погибают...

## Создатели фильма

### В ролях
Исмаил Эфендиев - Кямал Гасымов
Али Курбанов
Азиза Мамедова
Али-Саттар Меликов - нефтяник
Александр Попов (1897-1949)

### Административная группа
автор сценария : Абдурахман Мински
режиссёр-постановщик : Ага-Рза Кулиев
оператор-постановщик : Мухтар Дадашев
художник-постановщик : Басов
звукооператор : Илья Озерский